# 察尔汗行政委员会
察尔汗行政委员会是中华人民共和国青海省海西蒙古族藏族自治州格尔木市人民政府的一个副县级派出机构。
2002年5月正式组建，并于2004年1月1日起正式开展工作。辖区面积8992.5平方公里。人口约1.3万人。因辖区内有察尔汗盐湖而得名。

## 行政区划
察尔汗行政委员会下辖2个社区：
察尔汗路西社区和察尔汗路东社区。